# Луций Вергиний Трикост (военный трибун 389 года до н. э.)
Лу́ций Вергиний Трикост (лат. Lucius Verginius Tricostus; V—IV века до н. э.) — римский политический деятель из патрицианского рода Вергиниев, военный трибун с консульской властью 389 года до н. э.
Луций Вергиний стал одним из шести военных трибунов-патрициев в первый год после ухода галлов из Италии. Ему и его коллегам пришлось решать первоочередные проблемы ослабленного и разорённого нашествием Рима: восстанавливать город, собирать уцелевшие договоры и законы, определять заповедные дни. Когда многие соседние народы начали войну против Рима, был избран диктатор — Марк Фурий Камилл.